# Kazushi Ono
Kazushi Ono (大野 和士; Tokyo, 4 marzo 1960) è un direttore d'orchestra giapponese.

## Studi
Ono ha studiato all'Università delle arti di Tokyo ed al Bayerische Staatsoper con Wolfgang Sawallisch e Giuseppe Patanè.

## Carriera
Dal 1990 al 1996 è stato il direttore capo dell'Orchestra Filarmonica di Zagabria
Dal 1992 al 2000 è stato il direttore principale della Tokyo Philharmonic Orchestra
Dal 1996 al 2002 è stato il direttore della Badische Staatskapelle di Karlsruhe
Dal 2002 al 2008 è stato il direttore del La Monnaie/De Munt di Bruxelles
Dal 2008 è stato il direttore dell'Opéra national de Lyon
dal 2015 è stato il direttore della Tokyo Metropolitan Symphony Orchestra e dell'Orchestra Sinfonica di Barcellona e Nazionale di Catalogna.
Ha inoltre diretto:
- nel 1998 la prima assoluta di Farinelli oder Die Macht des Gesanges di Siegfried Matthus a Karlsruhe
- nel 2001 la Die Sündflut di Wilfried Maria Danner
- nel 2002 il Lohengrin al Teatro Comunale di Bologna
- nel 2003 Il flauto magico con Erika Miklósa al Teatro Comunale di Bologna
- nel 2004 Peter Grimes a Bilbao
- nel 2005 al Teatro alla Scala di Milano debutta con la Sinfonia n. 7 (Mahler) con la Filarmonica della Scala
- nel 2006 al Teatro alla Scala di Milano con la Sinfonia concertante per oboe, clarinetto, corno, fagotto e orchestra e Shéhérazade
- nel 2007 al Teatro alla Scala di Milano con Lady Macbeth del Distretto di Mcensk con Evelyn Herlitzius
- nel 2007 il Concerto di Capodanno di Venezia con Dīmītra Theodosiou, Giuseppe Filianoti, Roberto Frontali e Massimo Quarta
- nel 2008 al Teatro alla Scala di Milano Macbeth con Leo Nucci e Violeta Urmana

Al Metropolitan Opera House di New York debutta nel 2007 dirigendo Aida con Marco Berti, Dolora Zajick e Carlo Colombara.
All'Opéra National de Paris debutta nel 2008 dirigendo Cardillac di Paul Hindemith tornando nel 2009 con Re Ruggero.
Al Glyndebourne Festival Opera nel 2008 dirige Hänsel e Gretel con la London Philharmonic Orchestra.
Nel 2009 ha diretto al Teatro Comunale di Firenze il Concerto per pianoforte e orchestra n. 2 di Lorenzo Ferrero.
Nel 2010 al Metropolitan dirige Der Fliegende Holländer con Deborah Voigt.
Nel 2012 debutta al Bayerische Staatsoper dirigendo Der fliegende Holländer seguita da Hänsel und Gretel, al Teatro comunale (Modena) il Concerto per orchestra (Bartók) e a Glyndebourne L'Enfant et les sortilèges e L'Heure espagnole.
Nel 2013 ad Edimburgo dirige Fidelio per l'Opéra de Lyon.
Ancora a Modena nel 2014 dirige la Sinfonia n. 9 (Beethoven) e nel 2015 Exsultate, jubilate e la Sinfonia n. 4 (Mahler).

## Discografia
- Benjamin, Rihm, & Turnage - Kazushi Ono/Orchestre Symphonique du Théâtre Royal de la Monnaie, 2004 Warner
- Boesmans: Julie - Chamber Orchestra of La Monnaie/Garry Magee/Malena Ernman/Kerstin Avemo/Kazushi Ono, 2009 Cypres
- Mozart: Arias - Sophie Karthäuser/Symphony Orchestra of La Monnaie/De Munt/Kazushi Ono/Inge Spinette, 2010 Cypres
- Sciarrino: Storie di altre storie - Teodoro Anzellotti/Sonia Turchetta/WDR Sinfonieorchester Köln/Kazushi Ono, 2008 WDR
- Tchaikovsky: Swan Lake - Radio Bratislav Symphony Orchestra/Kazushi Ono, 2015 Classical Piros Digital
- DiDonato: "Diva, Divo" - Joyce DiDonato/Orchestre de l'Opéra National de Lyon/Kazushi Ono, 2011 EMI Vergin

## DVD
- Humperdinck, Hänsel e Gretel - Ono/Holloway/Kucerova/Kuttler, 2008 Decca
- Stravinsky: The Rake's Progress (La Monnaie/De Munt, 2007) - regia Robert Lepage, Opus Arte
- Verdi: Aida (La Monnaie/De Munt, 2004) - Marco Berti/Ildikó Komlósi/Mark S. Doss/Orlin Anastassov, Robert Wilson (regista), Opus Arte